# Andreas Poulsen
Andreas Poulsen (ur. 13 października 1999 w Ikast) – duński piłkarz występujący na pozycji obrońcy w niemieckim klubie FC Ingolstadt 04 oraz w reprezentacji Danii do lat 21. Wychowanek Midtjylland, w trakcie swojej kariery grał także w takich zespołach, jak Borussia Mönchengladbach oraz Austria Wiedeń.